# Roca Guillera
La Roca Guillera és una muntanya de 678 metres que es troba al municipi de Santa Coloma de Farners, a la comarca de la Selva.